# Governatori generali della Guyana
Quello che segue è un elenco di governatori generali della Guyana durante il periodo della colonizzazione inglese (1831-1966) e sino alla proclamazione dell'indipendenza dal governo inglese e la fondazione della repubblica nel 1970 con la sostituzione del capo di stato dal monarca del Regno Unito ad un presidente locale. Per i governatori delle due precedenti colonie amministrate dai Paesi Bassi, si vedano le voci: Demerara ed Essequibo.

## Governatori della Guyana britannica, 1831–1966
- Benjamin d'Urban, 1831-1833
- Sir James Carmichael Smyth, 1833-1838
- Henry Light, 1838-1848
- William Walker, 1848-1849, formalmente, 1ª volta
- Henry Barkly, 1849-1853
- William Walker, 1853-1854, formalmente, 2ª volta
- Philip Edmond Wodehouse, 1854-1862
- Sir Francis Hincks, 1862-1869
- Sir John Scott, 1869-1873
- Edward Rushworth, 1873-1874, formalmente
- James Robert Longden, 1874-1877
- William A. G. Young, 8 marzo - 3 aprile 1877, formalmente, 1ª volta
- Cornelius Hendricksen Kortright, 1877 - 1881
- William A. G. Young, 1881-1882, formalmente, 2ª volta
- Sir Henry Turner Irving, 1882-1887
  - William Frederick Haynes-Smith, 1884, de facto
- Charles Bruce, 1887-1888, formalmente, 1ª volta
- Jenico Preston, XIV visconte Gormanston, 1888-1893
  - Charles Bruce, aprile-15 ottobre 1891, 2ª volta
  - Charles Bruce, 23 marzo-5 luglio 1893, 3ª volta
- Charles Cameron Lees, 1893-1895
  - Charles Cavendish Boyle, 1894-1895, de facto
- Charles Cavendish Boyle, 1895-1896, formalmente
- Sir Augustus William Lawson Hemming, 1896-1898
  - Charles Cavendish Boyle, 1 ottobre-18 novembre 1896, de facto
  - Charles Cavendish Boyle, 27 maggio-28 luglio 1897, de facto
- Sir Walter Joseph Sendall, 1898-1901
- Sir James Alexander Swettenham, 1901-1904
- Sir Frederick Mitchell Hodgson, 1904-1912
- Sir Walter Egerton, 1912-1917
- Sir Wilfred Collet, 1917-1923
- Sir Graeme Thomson, 1923-1925
- Sir Cecil Hunter-Rodwell, 1925-1928
- Sir Frederick Gordon Guggisberg, 1928-1930
- Sir Edward Brandis Denham, 1930-1935
- Sir Geoffry Alexander Stafford Northcote, 1935-1937
- Sir Wilfrid Edward Francis Jackson, 1937-1941
- Sir Gordon James Lethem, 1941-1947
- Sir Charles Campbell Woolley, 1947-1953
- Sir Alfred William Lungley Savage, 1953-1955
- Sir Patrick Muir Renison, 1955-1958
- Sir Ralph Francis Alnwick Grey, 1958-1964
- Sir Richard Edmonds Luyt, 1964-1966

## Governatori generali della Guyana (1966-1970)
- Sir Richard Edmonds Luyt, 26 maggio - 31 ottobre 1966
- Sir Kenneth Sievewright Stoby, 1 novembre - 16 dicembre 1966
- Sir David Rose, 1966-1969
- Sir Edward Luckhoo, 1969-1970